# 首發經濟
首發經濟(英語：First-mover Economy)是指一系列2020年提出的中國經濟政策，演化自2015年提出的首店經濟政策。
首店經濟其核心概念「首店」指某一代表性或新興潮流的品牌在特定區域開設的第一家店，例如「全球首店」、「中国首店」、「区域首店」等。
首發經濟其核心概念「首發」指某首次发布的产品，也包含产品首次推出的新业态、新模式、新服务、新技术。
透過此兩大政策措施，品牌或產品在特定區域可實現經濟學中的「先行者優勢」，建立知名度及客戶忠誠度，迅速搶佔市場份額，吸引人流和刺激消費能力，進一步帶動整體經濟發展

## 歷史
首发经济始于“首店经济”，2015年，上海市在首店宣传中率先提出“首店经济”。
2020年，国家发展改革委等多部门联合印发《关于促进消费扩容提质加快形成强大国内市场的实施意见》提出，“支持中心城市做强“首店经济”和“首发经济”。
2021年，中國深圳、上海市、北京市政府推行政策及品牌战略吸引國際知名品牌。
根據2022年統計，深圳總共開立的首店品牌321家，同比增加18.8%，其品牌吸引力穩居全國前列。
2022年深圳市商務局印發《關於加快建設國際消費中心城市的若干措施》，高度重視「首店經濟」和「首發經濟」，支持國內外知名品牌在深圳設立首店、旗艦店及新概念店等，鼓勵國內外的知名品牌在深圳首發和同步上市新品。深圳「首店經濟」通過加強規劃、出台政策、打造平台、舉辦活動等舉措，對標國際消費中心城市，打造「首店之城」。
2024年4月11日，上海市商务委员会主任朱民发布《关于进一步促进首发经济高质量发展的若干措施》（首发经济2.0政策），推出7条促进首发经济的政策举措。其中包括于每年3月至5月開展“首发上海·FIRST in Shanghai”新品首发季活动；支持国内外品牌在沪开设首店；支持在沪举办首发首秀首展活动。
2024年7月，在中共二十屆三中全會中，「積極推進首發經濟」為一項要求，上海政府推出促進首發經濟高品質發展政策舉措以資金支援、管理服務升級等方式吸引國內外品牌首發全球新品、落地品牌首店、設立企業總部，推動產業升級和消費趨勢。

## 相關
- 目标市场
- 市場分眾
- First-mover advantage（英语：First-mover advantage）:相關英語維基百科條目